# Ишлеи (Синьял-Покровское сельское поселение)
Ишле́и (чув. Ишлей) — железнодорожная станция в Чебоксарском районе Чувашской Республики. Входит в состав Синьял-Покровского сельского поселения.

## География
Находится в северной части Чувашии на расстоянии приблизительно 11 км на запад по прямой от районного центра поселка Кугеси.

## История
Основана в 1939 году. В 1939 году было 37 жителей, в 1979 — 44. В 2002 году было 19 дворов, в 2010 — 15 домохозяйств.

## Население
Постоянное население составляло 43 человека (чуваши 91 %) в 2002 году, 40 в 2010.